# Leptasterias floccosa
Leptasterias floccosa is een zeester uit de familie Asteriidae.
De wetenschappelijke naam van de soort werd in 1887 gepubliceerd door Georg Marius Reinald Levensin.